# 对人权观察组织的批评
人权观察自称是独立的非政府组织，从全球的基金会及个人募集运作资金。但其调查的公正性和受意识形态影响受到大量的批评，这些批评来自于利益相关的政府、非政府组织监察员、媒体；甚至人权组织创始人兼前主席罗伯特·L·伯恩斯坦都因质疑其公正性而分道扬镳，直到其生病去世前关系才略有好转。
对人权观察的批评集中在调查报告缺乏公正性，包括非常程度上受到美国政府政策的影响，尤其是在南斯拉夫、拉丁美洲国家的问题上代表美国政府的利益，在对非洲一些国家例如埃塞俄比亚、厄立特里亚的调查报告有明显的误导和有失偏颇。而在阿拉伯世界与以色列冲突的问题上，往往持反以色列的立场。

## 意识形态与选择性报道
人权观察被批评善于收集对自身立场有利的证据，例如总是采信平民与目击者的证词，对有官方背景人员的讲话却总是持怀疑的态度。其创始人兼前主席罗伯特·伯恩斯坦在卸任后对人权观察的公正性日趋不满，他批评人权观察组织“糟糕的调查报告”过多地建立在“无从查证的目击者口述的证据”上，而这些证人做出证词时，本身就有政治动机抑或担心受到报复。2009年，罗伯特就直言人权观察在中东问题上失去公允，“对中东集权国家的人权问题视而不见，却反复谴责以色列违反国际法的问题”。对此人权观察的回应是，其并未紧盯以色列，而忽视该地区乃至世界其他国家的问题。伦敦分部的负责人汤姆·波特斯则表示组织对于任何国家都包有同样的立场。
根据泰晤士报报道，人权观察要求别人做到透明，忍让与负责，对自身却做不到这一点。泰晤士报指责人权观察的报道有失比例原则，对有些地区的人权问题视而不见，而专注于报道部分地区的人权问题。例如克什米尔地区长期的战争已造成约80,000人丧生，而在20年间，人权观察只对这个议题写了4篇报道。另外，对于伊朗绿色革命则根本没有报道。虽然不久之后，泰晤士报更正了这一指控，人权观察的报道中，关于克什米尔冲突的为9篇关于伊朗绿色革命的为1篇。泰晤士报进一步引用人权观察评论员的原话，人权观察组织在乎以色列人虐待巴勒斯坦人，但反之如果加害者是阿拉伯人，则不那么积极。例如在2007年黎巴嫩武装冲突的议题上，人权观察只发了一篇新闻短讯，却没有正稿报道。但随后又更正，表示人权观察发了三篇新闻短讯和一篇正稿。

## 与美国政府的关系
2014年，一份公开信揭露了人权观察组织与美国政府之间紧密的联系。签署这份公开信的包括诺贝尔和平奖获得者：阿根廷和平主义者阿道弗·埃斯基维尔、北爱尔兰社会活动家梅里德·麦奎尔，以及前联合国助理秘书长汉斯·克里斯托夫·冯·斯波内克与联合国特别报告员理查德·A·福尔克等100多位学者。
报告揭露，虽然人权观察自诩非政府组织，但大量管理人权观察內部事務的高官居然由美国政府负责外交政策的官员担任。例如美国国务院助理国务卿汤姆•马利诺夫斯基；美国第64任国务卿马德琳·奥尔布赖特的私人撰稿秘书、前总统比尔·克林顿时期的白宫特别顾问、参议员约翰·克里的人权和劳工事务局助理、前美国驻哥伦比亚外交官迈尔斯·弗雷谢特；以及美国国家民主基金会拉丁美洲事务主管迈克尔·希弗等。
这封公开信中，对比了人权观察对待委内瑞拉和美国截然不同的态度。人权观察指责，委内瑞拉总统乌戈·查韦斯打压人权、阻挠委内瑞拉加入联合国人权理事会；但是对于同一时期美国政府对于人权的打压，人权观察完全忽视不置一词，例如针对国家敌人罗列“暗杀名单”（参见UCLASS）、非常規引渡以及关塔那摩湾海军基地虐囚丑闻等。公开信呼吁，人权观察應真正做到非政府组织，不要雇佣如此大量的美国外交系统官员，抑或规定官员卸任后不得马上担任人权观察组织的职务。